# Aizhuang
Aizhuang (kinesiska: 艾庄, 艾庄回族乡) är en socken i Kina. Den ligger i socknen Aizhuang, provinsen Henan, i den centrala delen av landet, omkring 69 kilometer söder om provinshuvudstaden Zhengzhou. Antalet invånare är 11901. Befolkningen består av 5 685 kvinnor och 6 216 män. Barn under 15 år utgör 19,0 %, vuxna 15-64 år 69 %, och äldre över 65 år 10,0 %.
Genomsnittlig årsnederbörd är 710 millimeter. Den regnigaste månaden är juli, med i genomsnitt 149 mm nederbörd, och den torraste är januari, med 4 mm nederbörd.